# Антон Карас
Антон Карас (нім. Anton Karas, 7 липня 1906, Відень — 10 січня 1985, Відень) — австрійський музикант-імпровізатор на цитрі, найбільш відомий створенням музики до фільму Керола Ріда «Третя людина».

## Життєпис
Антон Карас народився у багатодітній робітничій родині змішаного чесько-угорського походження. З дитинства мріяв стати музикантом, але сім'я була нездатна сплатити за освіту, і Карас працював з 14 років, одночасно спершу освоюючи цитру самостійно, а потім беручи приватні уроки музики. У 1924–1928 роках навчався у Віденському університеті музики та виконавського мистецтва. У 1925 році Карас втратив роботу і став виступати як імпровізатор у віденських кабачках-хойрігерах. Під час Другої світової війни був призваний у Вермахт, служив у протиповітряній обороні та на Східному фронті.
У 1948 році британський режисер Керол Рід, який знімав у Відні фільм-нуар «Третя людина» і шукав для фільму музику, яка могла б передати місцевий колорит, почув в одному з кабачків (за деякими даними, за підказкою Тревора Говарда, який грав у «Третій людині») гру Караса та запросив його записати музику до фільму. Карас виїхав до Лондона, де написав низку тем для фільму, а більшу частину музики імпровізував безпосередньо на озвучуванні стрічки, дивлячись на екран. Після виходу «Третьої людини» на екран у 1949 році до Караса прийшла всесвітня популярність, вже до кінця року було продано понад півмільйона платівок із головною темою фільму. Карас вирушив у гастрольний тур Європою, виступивши у тому числі перед членами британської, нідерландської та шведської королівських сімей. Коли 1950 року «Третя людина» було випущено й Австрії, Карас став національної знаменитістю.
Тим не менше, музикант обтяжував свою світову славу і незабаром практично відмовився від гастролей по світу, а в 1954 році відкрив свій власний хойрігер, що швидко став популярним богемним і туристичним місцем. У 1955 році він виступав на церемонії з нагоди отримання Австрією суверенітету і зрідка з'являвся на важливих церемоніях та концертах у Відні.